# Socotrella monstrosa
Socotrella monstrosa är en insektsart som beskrevs av Popov, G.B. 1957. Socotrella monstrosa ingår i släktet Socotrella och familjen Thericleidae. Inga underarter finns listade i Catalogue of Life.